# 12 de outubro
12 de outubro é o 285.º dia do ano no calendário gregoriano (286.º em anos bissextos). Faltam 80 dias para acabar o ano.

## Eventos históricos

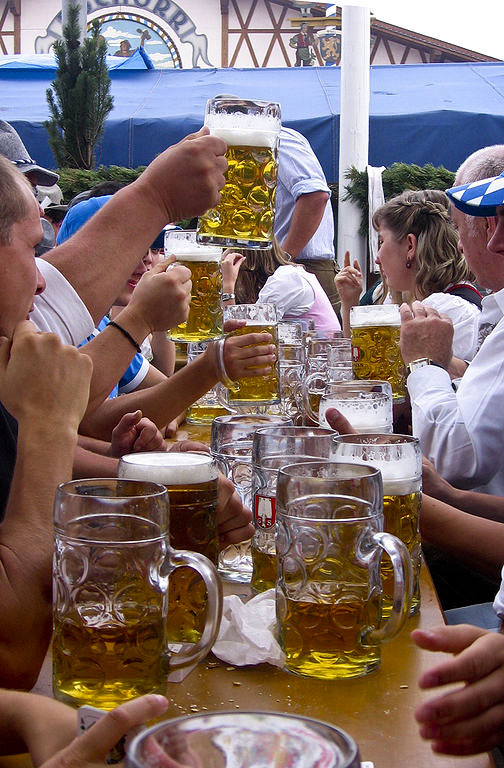
1810: Oktoberfest

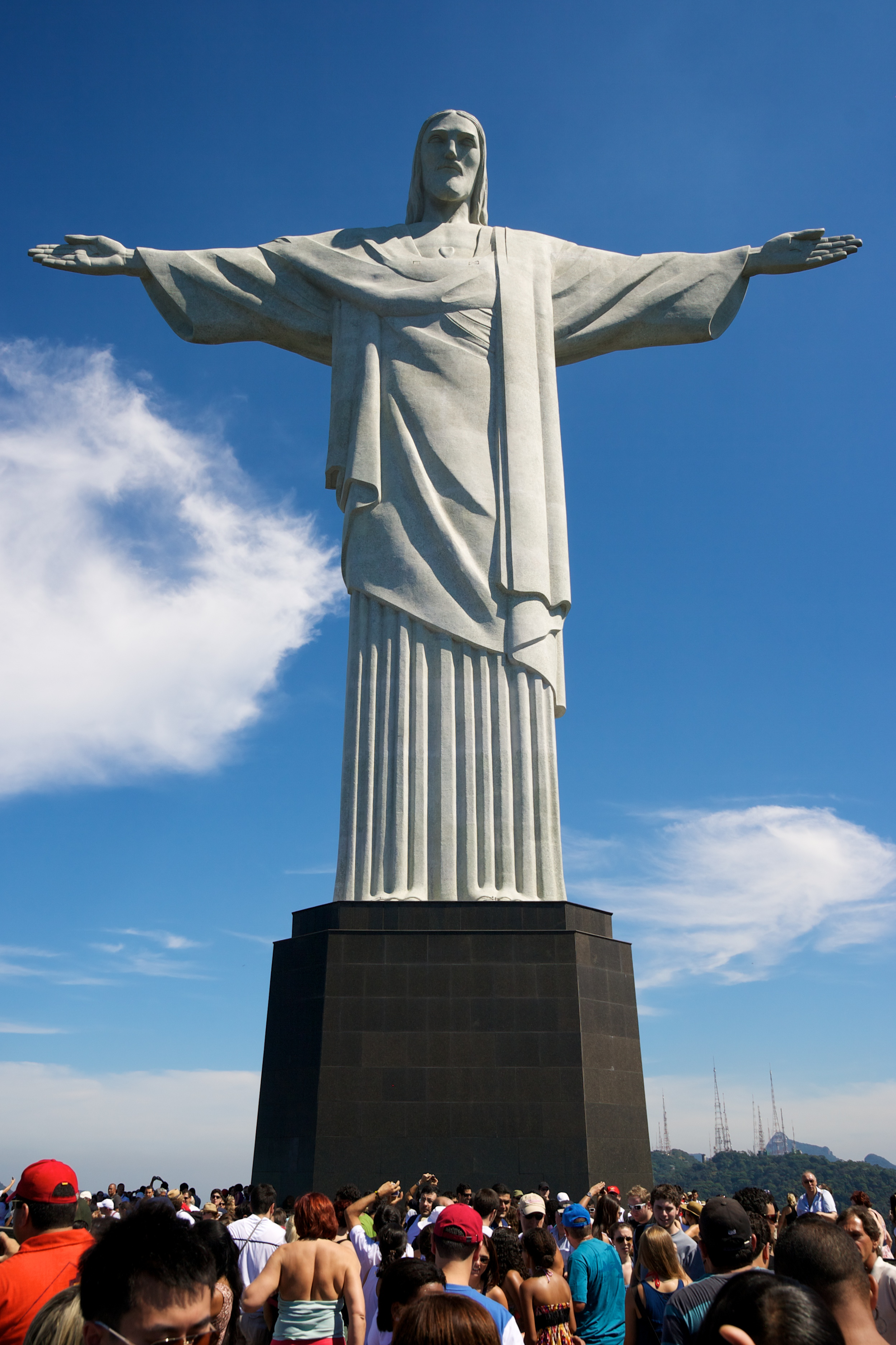
1931: Inauguração do Monumento do Cristo Redentor

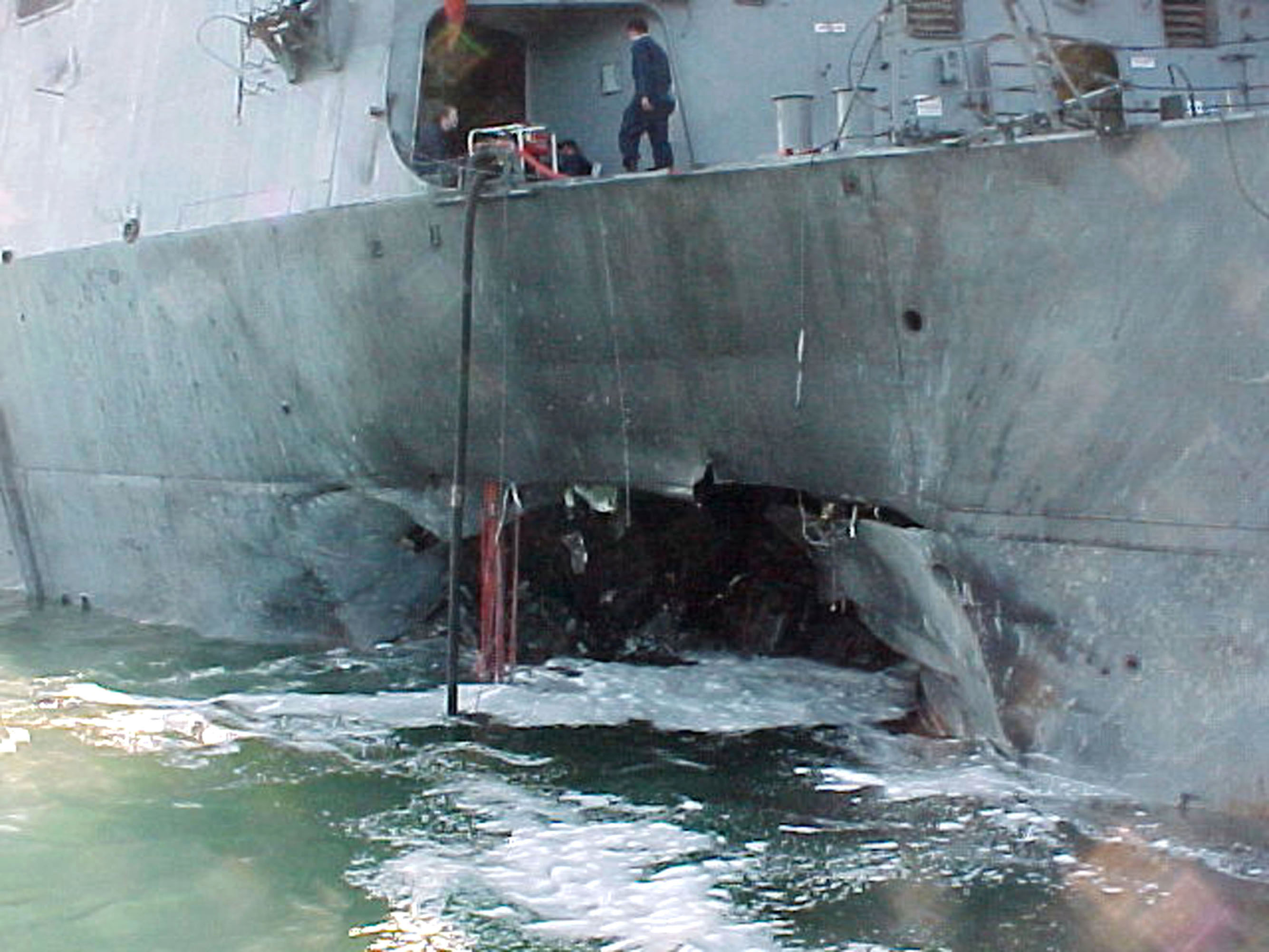
2000: Atentado ao USS Cole

- 539 a.C. – O exército de Ciro, o Grande da Pérsia, toma a Babilônia, conquistando o império babilônico.[1]
- 1279 — O ramo do budismo Nichiren Shoshu é fundado no Japão.
- 1307 — Filipe IV de França manda prender 140 cavaleiros templários.
- 1398 — No Tratado de Salynas, a Lituânia cede a Samogícia aos Cavaleiros Teutônicos.
- 1492 — Cristóvão Colombo chega à ilha de São Salvador, nas Bahamas, convencido de que atingira a Índia.
- 1654 — A explosão de Delft devasta a cidade na Holanda, matando mais de 100 pessoas.
- 1799 — Jeanne Geneviève Labrosse torna-se a primeira mulher a saltar de um balão com um paraquedas.
- 1807 — Napoleão Bonaparte dá ordem a Junot para entrar em Espanha.
- 1808 — D. João VI funda o Banco do Brasil.
- 1809 — Tentativa de assassinato de Napoleão no Palácio de Schönbrunn, em Viena.
- 1810
  - O exército francês chega às Linhas de Torres Vedras. O 9.º corpo de exército francês, sob o comando do general Drouet d'Erlon, saiu de Valladolid em direção a Portugal.
  - Os cidadãos de Munique realizam a primeira Oktoberfest.
- 1822 — O Brasil oficialmente declara sua independência de Portugal, Pedro I do Brasil é aclamado Imperador do Brasil.
- 1825 — Guerra da Cisplatina: Batalha de Sarandi do Império do Brasil contra a Província da Cisplatina (hoje Uruguai).
- 1835 — Diogo Feijó assume a regência do Império do Brasil.
- 1847 — Werner von Siemens funda a empresa de eletrônica que leva seu sobrenome.
- 1856 — Um terremoto de magnitude 7,7-8,3 ao largo da ilha grega de Creta causa grandes danos até o Egito e Malta, 500 corpos foram recuperados na cidade de Heraklion.[2]
- 1876 — Criação da Escola de Minas de Ouro Preto pelo cientista francês Claude Henri Gorceix a pedido do então imperador Dom Pedro II.
- 1884 — Convite dos governos francês e alemão para Portugal participar na Conferência de Berlim.
- 1901
  - Santos Dumont, com seu Balão nº 6, dá a volta em torno da Torre Eiffel, percorrendo onze quilômetros.
  - O presidente Theodore Roosevelt renomeia oficialmente a "Mansão Executiva" para a Casa Branca.
- 1908 — Encerrada a segunda expedição pela Amazônia de Marechal Rondon.
- 1909 — Fundação do Coritiba Foot Ball Club
- 1917 — Primeira Guerra Mundial: A Primeira Batalha de Passchendaele ocorre resultando na maior perda de vidas em um único dia na história da Nova Zelândia.
- 1928 — Um pulmão de aço é usado pela primeira vez no Children's Hospital, Boston.
- 1931 — Inauguração do Monumento do Cristo Redentor, no Rio de Janeiro.
- 1933 — A cidadela militar de Alcatraz se torna a Penitenciária Federal de Alcatraz.
- 1936 — Três protótipos do primeiro Fusca ficam prontos para testes.
- 1940 — Hitler adia a invasão das Ilhas Britânicas para a primavera de 1941.
- 1943
  - Portugal divulga assinatura do Acordo Luso-Britânico que concede ao Reino Unido instalações militares nos Açores.
  - O marechal-de-campo Erwin Rommel é nomeado comandante das forças armadas alemãs de defesa da costa francesa.
- 1944 — Segunda Guerra Mundial: chega ao fim a ocupação da Grécia pelas potências do Eixo.
- 1949 — Criada a República Democrática Alemã.
- 1954 — Restituição de Porto Artur (Lüshunkou) à China pela União Soviética.
- 1958 — O Governo belga institui o ensino livre e gratuito.
- 1959 — No congresso nacional da Aliança Popular Revolucionária Americana no Peru, um grupo de radicais de esquerda é expulso do partido que mais tarde forma a APRA Rebelde.
- 1960 — O primeiro-ministro soviético Nikita Khrushchev bate o sapato em uma mesa das Nações Unidas para protestar contra uma afirmação filipina.
- 1962 — A tempestade do Dia de Colombo atinge o noroeste do Pacífico dos Estados Unidos com velocidades de vento recordes; 46 mortos e pelo menos US$ 230 milhões em danos.
- 1964 — A União Soviética lança o Voskhod 1 na órbita terrestre como a primeira nave espacial com tripulação de várias pessoas e o primeiro voo sem trajes sob pressão.
- 1967 — Uma bomba explode a bordo do voo 284 da Cyprus Airways enquanto sobrevoava o Mar Mediterrâneo, matando 66 pessoas.[3]
- 1968 — Independência da Guiné Equatorial em relação a Espanha Franquista.
- 1970 — Guerra do Vietnã: a vietnamização continua quando o presidente Nixon anuncia que os Estados Unidos retirarão mais 40 000 soldados antes do Natal.
- 1971 — Uma faustosa celebração em Persépolis, no Irã governado pelo Xá Reza Pahlevi, comemora os 2500 anos do Império Persa.
- 1973 — Guerra Colonial: O Governo Português revoga os polêmicos diplomas sobre as carreiras no Exército (decretos de Sá Viana Rebelo sobre os milicianos) e nomeia uma comissão para estudar o assunto.
- 1976 — O voo 171 da Indian Airlines cai no Aeroporto de Santacruz, em Bombaim, Índia, matando 95 pessoas.
- 1977 — Hua Guofeng sucede Mao Tsé-Tung como líder supremo da China.[4]
- 1979 — A menor pressão atmosférica registrada, 87,0 kPa (870 mbar ou 25,69 inHg), ocorre no oeste do Oceano Pacífico durante o tufão Tip.
- 1983 — O ex-primeiro-ministro do Japão Tanaka Kakuei é considerado culpado de receber um suborno de US$ 2 milhões da Lockheed Corporation e é condenado a quatro anos de prisão.
- 1984 — O Exército Republicano Irlandês Provisório fracassa em assassinar a primeira-ministra Margaret Thatcher e seu gabinete. A bomba mata cinco pessoas e fere 31.[5]
- 1992 — Morrem o deputado Ulysses Guimarães e sua esposa, D. Mora, de acidente de helicóptero no largo de Angra dos Reis (RJ). O corpo do deputado, no entanto, nunca foi encontrado.
- 1994
  - A sonda Magellan evapora na atmosfera de Vênus.
  - O voo 746 da Iran Aseman Airlines cai perto de Nantaz, Irã, matando todas as 66 pessoas a bordo.[6]
- 1995
  - Descoberto o primeiro planeta de uma estrela que não o Sol: 51 Pegasi b.
  - Sérgio von Helder, bispo da Igreja Universal do Reino de Deus, chuta uma imagem de Nossa Senhora Aparecida no programa "O Despertar da Fé", da Rede Record (v. Chute na santa).
- 1999
  - Pervez Musharraf toma o poder no Paquistão de Nawaz Sharif através de um golpe sem derramamento de sangue.
  - A antiga República Soviética Autônoma da Abecásia declara sua independência da Geórgia.
- 2000 — A fragata USS Cole da marinha americana é alvo de um atentado terrorista, a explosão causada por dois homem-bomba mata 17 e fere pelo menos 39 tripulantes do navio, além de causar sérios danos.
- 2002 — Terroristas detonam bombas no Sari Club em Bali, matando 202 pessoas e ferindo mais de 300.
- 2005 — É lançado o segundo voo espacial tripulado chinês, Shenzhou 6, transportando dois cosmonautas em órbita por cinco dias.
- 2012 — A União Europeia ganha o Prêmio Nobel da Paz de 2012.[7]
- 2017 — Os Estados Unidos anunciam sua decisão de se retirar da UNESCO. Israel imediatamente segue.
- 2018 — O Casamento da Princesa Eugénia de Iorque com Jack Brooksbank .
- 2019
  - O tufão Hagibis atinge o Japão, matando ao menos 70 pessoas, causando graves inundações e forçando a evacuação de um milhão de pessoas.[8]
  - Eliud Kipchoge, do Quênia, se torna a primeira pessoa a correr uma maratona em menos de duas horas com o tempo de 1:59:40 em Viena.[9]

## Nascimentos

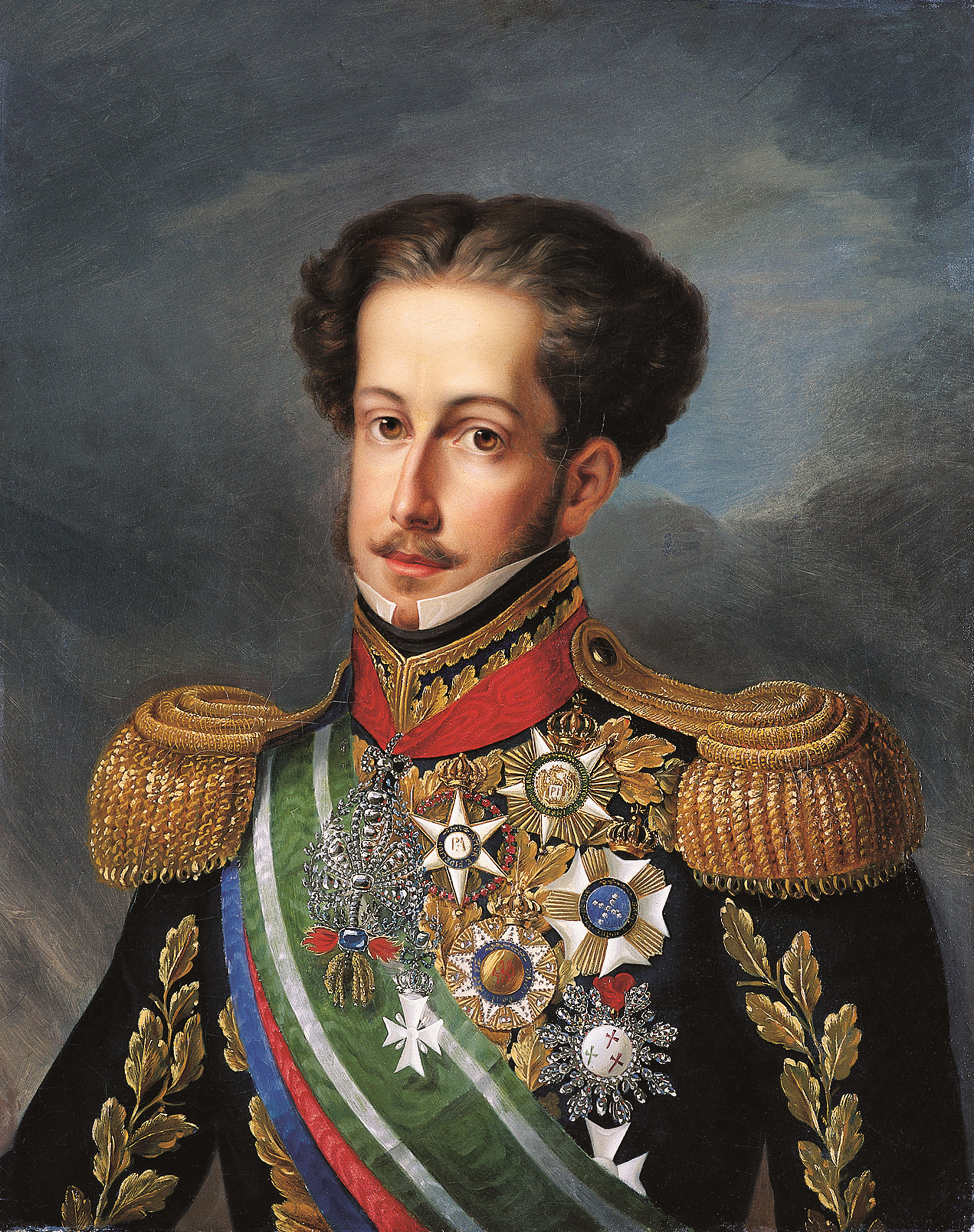
Pedro I do Brasil

Fernando Sabino

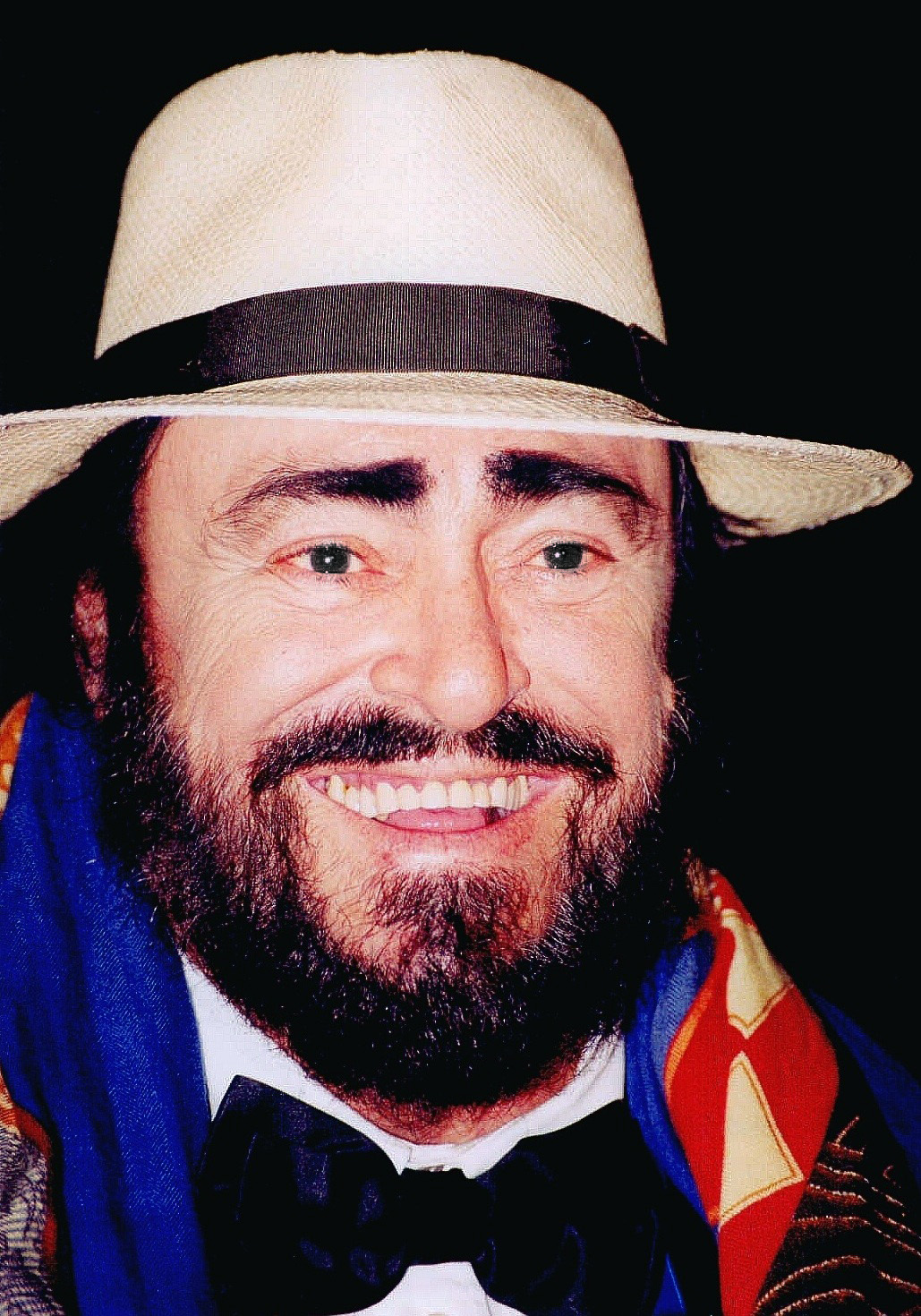
Luciano Pavarotti

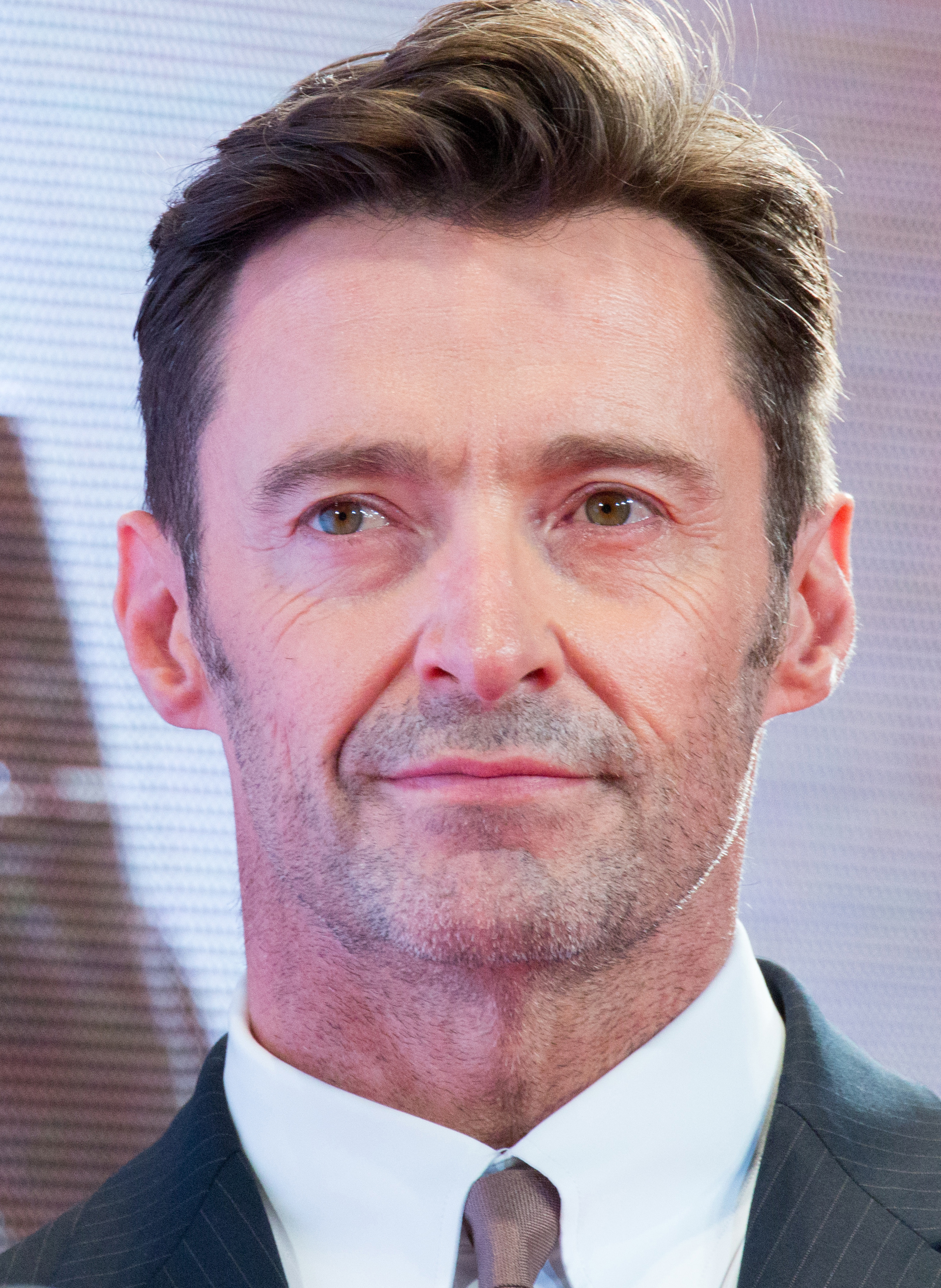
Hugh Jackman

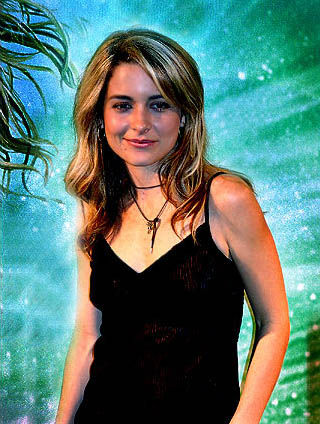
Cláudia Abreu

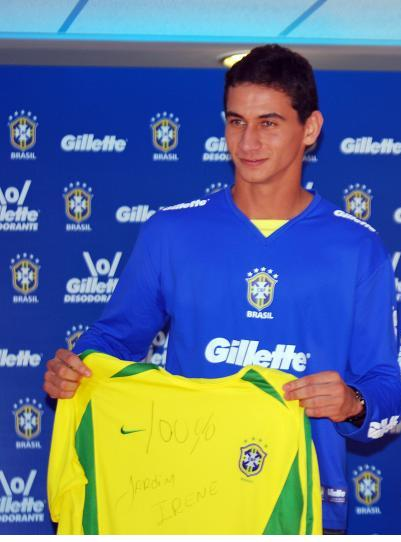
Paulo Henrique Ganso

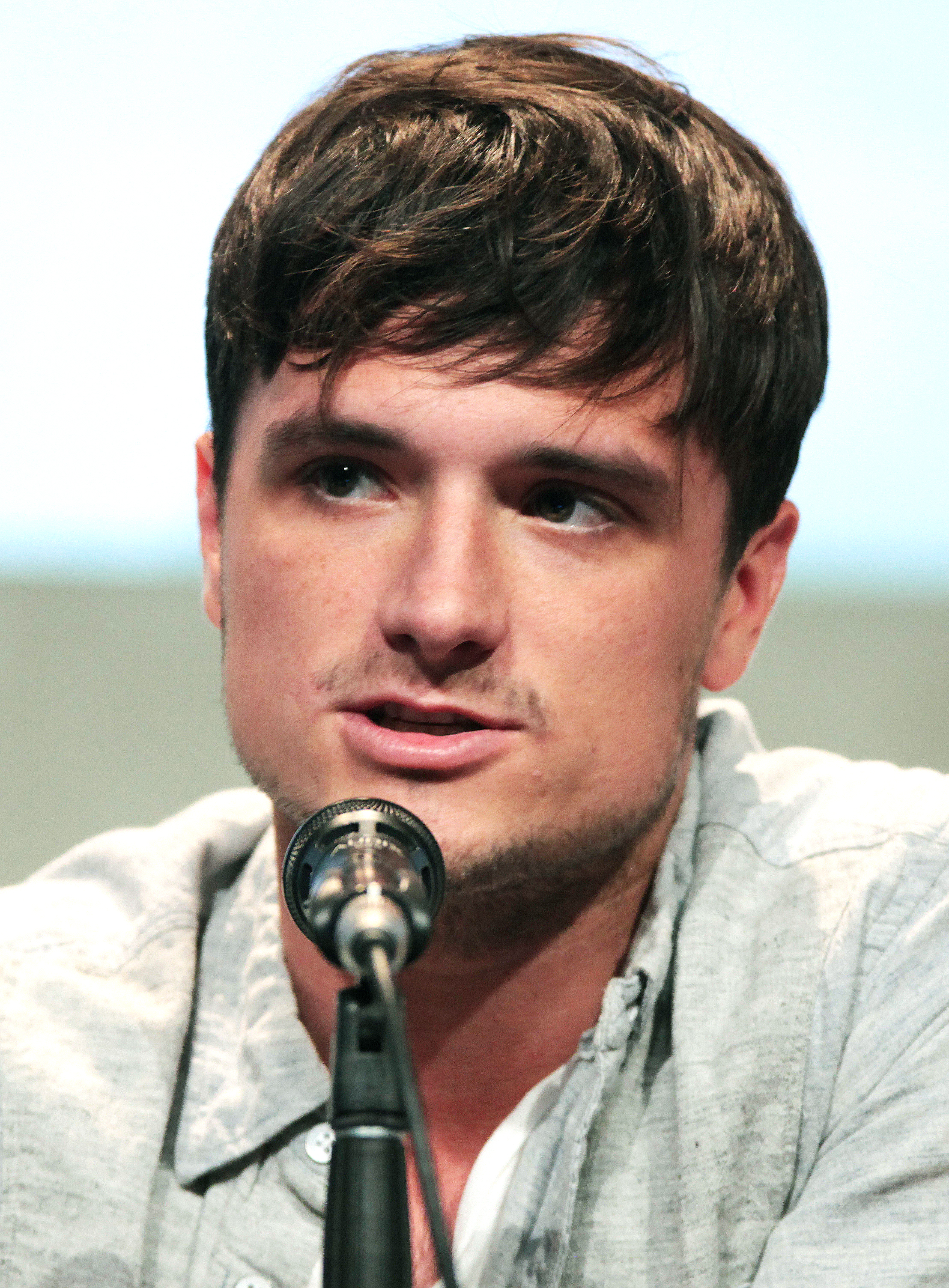
Josh Hutcherson

### Anteriores ao século XIX
- 1008 — Imperador Go-Ichijo do Japão (m. 1036).
- 1350 — Demétrio de Moscou, grão-príncipe de Moscou (m. 1389)
- 1533 — Asakura Yoshikage, daimyo japonês (n. 1573).
- 1537 — Eduardo VI de Inglaterra (m. 1553).
- 1558 — Maximiliano III, Arquiduque da Áustria (m. 1618).
- 1746 — Lobo de Mesquita, compositor erudito brasileiro (m. 1805).
- 1754 — Amelia Darcy, baronesa Darcy de Knayth e Conyers (m. 1784).
- 1792 — Christian Gottlob Gmelin, químico alemão (m. 1860).
- 1798 — Pedro I do Brasil & IV de Portugal (m. 1834).

### Século XIX
- 1810 — Nísia Floresta, educadora, escritora e poetisa brasileira (m. 1885).
- 1860 — Elmer Ambrose Sperry, inventor norte-americano (m. 1830).
- 1865 — Arthur Harden, bioquímico britânico (m. 1940).
- 1867 — Boris Sidis, psicólogo estado-unidense (m. 1923).
- 1875 — Aleister Crowley, ocultista britânico (m. 1947).
- 1880 — Artemide Zatti, enfermeiro e religioso ítalo-argentino (m. 1951).
- 1890 — Luís de Freitas Branco, compositor português (m. 1955).
- 1891 — Edith Stein, religiosa alemã (m. 1942).
- 1896 — Eugenio Montale, poeta, prosador e tradutor italiano (m. 1981).

### Século XX

#### 1901–1950
- 1901 — Gabriel-Marie Garrone, cardeal francês (m. 1994).
- 1902 — Peng Zhen, político chinês (m. 1997).
- 1903 — Josephine Hutchinson, atriz norte-americana (m. 1998).
- 1906
  - Piero Taruffi, automobilista italiano (m. 1988).
  - Joe Cronin, jogador de beisebol norte-americano (m. 1984).
  - Jorge Góngora, futebolista peruano (m. 1999).
- 1911 — Maribel Vinson, patinadora artística estadunidense (m. 1961).
- 1912 — Heinrich Lausberg, filólogo e linguista alemão (m. 1992).
- 1915 — Albert Depreitere, ciclista belga (m. 2008).
- 1917 — Roque Máspoli, futebolista e treinador de futebol uruguaio (m. 2004).
- 1918 — Francisco Javier Sáenz de Oiza, arquiteto espanhol (m. 2000).
- 1921 — Jaroslav Drobný, tenista e jogador de hóquei no gelo tcheco (m. 2001).
- 1922
  - Hernâni Donato, escritor, historiador, jornalista, tradutor e roteirista brasileiro (m. 2012).
  - Leon Eliachar, escritor brasileiro (m. 1987).
- 1923
  - Fernando Sabino, escritor e jornalista brasileiro (m. 2004).
  - Jean Wallace, atriz norte-americana (m. 1990).
- 1926
  - Allan Brown, futebolista e treinador de futebol britânico (m. 2011).
  - Nikita Simonyan, ex-futebolista russo.
- 1928 — Luiz Vieira, cantor, compositor e radialista brasileiro (m. 2020).
- 1931 — Ole-Johan Dahl, cientista da computação norueguês (m. 2002).
- 1932 — Jake Garn, político e astronauta norte-americano.
- 1934
  - Richard Meier, arquiteto americano.
  - Cláudio Lembo, político, advogado e escritor brasileiro.
- 1935 — Luciano Pavarotti, tenor italiano (m. 2007).
- 1937
  - Alberto Goldman, político brasileiro (m. 2019).
  - Paul Hawkins, automobilista australiano (m. 1969).
- 1938
  - Anne Perry, escritora britânica (m. 2023).
  - Larry Scott, fisiculturista norte-americano (m. 2014).
- 1939 — Fúlvio Stefanini, ator brasileiro.
- 1942 — Daliah Lavi, atriz e cantora israelense (m. 2017).
- 1943
  - Vítor Constâncio, economista e político português.
  - Lin Shaye, atriz norte-americana.
  - Köbi Kuhn, futebolista e treinador de futebol suíço (m. 2019).
  - Bertil Roos, automobilista sueco (m. 2016).
- 1945
  - Hermano Henning, jornalista brasileiro.
  - Pedro José Nepomuceno Cunha, ex-futebolista brasileiro.
- 1946
  - Ali Parvin, ex-futebolista iraniano.
  - Chris Nicholl, ex-futebolista e treinador de futebol britânico (m. 2024).
- 1949
  - Ilich Ramírez Sánchez, líder revolucionário venezuelano.
  - Richard Price, escritor e roteirista norte-americano.
- 1950
  - Chen Shui-bian, político taiwanês.
  - Paulo Massadas, compositor e músico brasileiro.
  - Tarek Heggy, escritor egípcio.
  - José Carlos Serrão, ex-futebolista e treinador de futebol brasileiro.
  - Knut Knudsen, ex-ciclista norueguês.
  - Gualberto do Rosário, político cabo-verdiano.

#### 1951–2000
- 1951 — István Halász, futebolista húngaro (m. 2016).
- 1952 — Roger Heath-Brown, matemático britânico.
- 1953 — Richard McKinney, arqueiro norte-americano.
- 1954 — Fons Brijdenbach, velocista belga (m. 2009).
- 1955
  - Sérgio Mallandro, apresentador, ator, cantor e humorista brasileiro.
  - Brigitte Lahaie, atriz e apresentadora francesa.
- 1956
  - Mark Dismore, ex-automobilista norte-americano.
  - Allan Evans, ex-futebolista e treinador de futebol britânico.
  - Tran Dai Quang, político e militar vietnamita (m. 2018).
- 1957 — Rémi Laurent, ator francês (m. 1989).
- 1958 — Julian Beever, artista de rua britânico.
- 1960 — Hiroyuki Sanada, ator japonês.
- 1961
  - Chendo, ex-futebolista espanhol.
  - Arunachalam Muruganantham, empresário indiano.
- 1962
  - Branko Crvenkovski, político macedônio.
  - Aminata Touré, política senegalesa.
  - Carlos Bernard, ator norte-americano.
- 1963
  - Satoshi Kon, diretor de animação japonês (m. 2010).
  - Raimond Aumann, ex-futebolista alemão.
- 1964
  - Piet-Hein Bakker, produtor de televisão neerlandês.
  - Francisco Gattorno, ator cubano.
- 1965 — Anja Niedringhaus, fotojornalista alemã (m. 2014).
- 1966
  - Roberto Sensini, ex-futebolista e treinador de futebol argentino.
  - Wim Jonk, ex-futebolista e treinador de futebol neerlandês.
  - Rupert Gregson-Williams, compositor e músico britânico.
- 1967
  - Saara Kuugongelwa, política namibiana.
  - Frode Olsen, ex-futebolista norueguês.
- 1968 — Hugh Jackman, ator australiano.
- 1969
  - Beto Monteiro, automobilista brasileiro.
  - Jovane Nunes, ator, escritor e humorista brasileiro.
- 1970
  - Kirk Cameron, ator norte-americano.
  - Cody Cameron, ator, dublador, diretor e produtor de cinema norte-americano
  - Cláudia Abreu, atriz brasileira.
- 1972 — Joseph Kahn, diretor cinematográfico e musical norte-americano.
- 1973
  - Márcio Araújo, jogador de vôlei de praia brasileiro.
  - Martin Österdahl, escritor e produtor de televisão sueco.
- 1974 — Lucas Arnold Ker, ex-tenista argentino.
- 1975
  - Fábio Noronha, ex-futebolista brasileiro.
  - Marion Jones, ex-velocista norte-americana.
  - Vera Viel, ex-modelo e apresentadora brasileira.
- 1976
  - Raúl Guerrón, ex-futebolista equatoriano.
- 1977
  - Bashar Abdullah, ex-futebolista kuwaitiano.
  - Manuel Neira, ex-futebolista chileno.
- 1978
  - Georg Hettich, esquiador de combinado nórdico alemão.
  - Marko Jarić, ex-basquetebolista sérvio.
- 1980
  - Ledley King, ex-futebolista britânico.
  - Soledad Pastorutti, cantora argentina.
- 1981
  - Winston Parks, ex-futebolista costarriquenho.
  - Tom Guiry, ator norte-americano.
  - Sun Tiantian, ex-tenista chinesa.
  - Engin Akyürek, ator turco.
  - Brian J. Smith, ator norte-americano.
- 1983 — Gastón Fernández, ex-futebolista argentino.
- 1984
  - Jamie Varner, lutador estadunidense.
  - Emmanuel Mutai, maratonista queniano.
  - Yang Lei, cantora chinesa.
- 1985
  - Ilsinho, ex-futebolista brasileiro.
  - Ly Jonaitis, modelo venezuelana.
  - Emilio Correa Bayeux, pugilista cubano.
- 1986
  - Tyler Blackburn, ator e cantor norte-americano.
  - Li Wenliang, médico chinês (m. 2020).
  - Cristhian Stuani, futebolista uruguaio.
  - Michael Woods, ciclista canadense.
  - Kirk Palmer, nadador australiano.
- 1987 — Besian Idrizaj, futebolista austríaco (m. 2010).
- 1988 — Calum Scott, cantor e compositor britânico.
- 1989
  - Paulo Henrique Ganso, futebolista brasileiro.
  - Ilya Zhitomirskiy, empresário russo-americano (m. 2011).
- 1991 — Nicolao Dumitru, futebolista romeno.
- 1992
  - Josh Hutcherson, ator norte-americano.
  - Christofer Gonzáles, futebolista peruano.
- 1993
  - Seo Kang-joon, ator e cantor sul-coreano.
  - Pipo Derani, automobilista brasileiro.
  - Pierre Latour, ciclista francês.
- 1994
  - Cláudia Pascoal, cantora portuguesa.
  - Olivia Smoliga, nadadora norte-americana.
  - Odette Giuffrida, judoca italiana.
- 1995
  - Saula Waqa, futebolista fijiano.
  - Nathan Van Hooydonck, ciclista belga.
  - Yan Zibei, nadador chinês.
  - Aleksandr Ryabushenko, ciclista bielorrusso.
- 1996
  - Vitória Strada, atriz brasileira.
  - Riechedly Bazoer, futebolista neerlandês.
  - Alice Sabatini, modelo e basquetebolista argentina.
- 1997
  - Nikola Milenković, futebolista sérvio.
  - Agustín Loser, jogador de vôlei argentino.
- 1999
  - Théo Faure, jogador de vôlei francês.
  - Jens Petter Hauge, futebolista norueguês.
  - Ritt Momney, cantor norte-americano.
- 2000 — MarJon Beauchamp, jogador de basquete norte-americano.

### Século XXI
- 2002 — Iris Apatow, atriz americana.
- 2004 — Darci Lynne, ventríloqua americana.

## Mortes

### Anteriores ao século XIX
- 0638 — Papa Honório I (n. 585).
- 0642 — Papa João IV (n. 600).
- 0974 — Almuti, califa do Califado Abássida (n. 913/14)>
- 1095 — Leopoldo II, marquês de Áustria (n. 1050).
- 1320 — Miguel IX Paleólogo, imperador bizantino (n. 1277).
- 1365 — Beatriz da Sicília (n. 1326).
- 1492 — Piero della Francesca, pintor italiano (n. 1415).
- 1576 — Maximiliano II do Sacro Império Romano-Germânico (n. 1527).
- 1600 — Luís de Molina, jesuíta e teólogo espanhol (n. 1535).

### Século XIX
- 1825 — Franz Joseph Müller von Reichenstein, mineralogista austríaco (n. 1740).
- 1850 — Pedro de Sousa Holstein, político e militar português (n. 1781).
- 1870 — Robert E. Lee, general americano (n. 1807).

### Século XX
- 1924 — Anatole France, escritor francês (n. 1844).
- 1965 — Paul Hermann Müller, químico suíço (n. 1899).
- 1966 — René Lacoste, tenista francês (n. 1904).
- 1969 — Sonja Henie, patinadora e atriz norueguesa (n. 1912).
- 1971 — Gene Vincent, músico norte-americano (n. 1935).
- 1983 — Peregrino Júnior, médico e escritor brasileiro (n. 1898).
- 1987 — Fahri Koruturk, político turco (n. 1903).
- 1991 — Narciso Doval, futebolista argentino (n. 1944).
- 1992
  - Severo Gomes, político brasileiro (n. 1924).
  - Ulysses Guimarães, político brasileiro (n. 1916).
- 1997 — John Denver, cantor, compositor e ator norte-americano (n. 1943).
- 1998 — Matthew Shepard, estudante estadunidense assassinado (n. 1976).
- 1999 — Wilt Chamberlain, basquetebolista norte-americano (n. 1936).

### Século XXI
- 2002 — Ray Conniff, músico norte-americano (n. 1916).
- 2006 — Carlo Acutis, britânico beatificado pela igreja católica (n. 1991).
- 2007
  - Paulo Autran, ator brasileiro (n. 1922).
  - Soe Win, militar e político birmanês (n. 1948).
- 2008 — Lenvil Elliott, jogador de futebol americano estadunidense (n. 1951).
- 2009 — Frank Vandenbroucke, ciclista belga (n. 1974).
- 2011 — Dennis Ritchie, cientista da computação estadunidense (n. 1941).
- 2012 — Bruno Simões, ator português (n. 1971).
- 2020 — Conchata Ferrell, atriz estadunidense (n. 1943).
- 2024 — Ary Toledo, humorista brasileiro (n. 1937).

## Feriados e eventos cíclicos

### América Latina
- Dia de Nossa Senhora do Pilar
- Dia da Hispanidade - chegada de Cristóvão Colombo à América: feriado na Argentina (Día de la Raza), Espanha (Fiesta Nacional), México, Guatemala, El Salvador, Nicarágua, Honduras, Panamá, Costa Rica, Porto Rico, Cuba, República Dominicana, Colômbia, Venezuela, Equador, Chile, Peru, Bolívia, Argentina, Uruguai, Paraguai e Guiné Equatorial.

### Brasil
- Dia da Padroeira, Nossa Senhora Aparecida (Feriado Nacional de acordo com a Lei 6.802/80)
- Dia das Crianças
- Dia do Cirurgião Pediátrico
- Dia do Engenheiro Agrônomo
- Dia do Corretor de Seguros
- Dia Nacional do Mar
- Dia Nacional da Leitura
- Dia Nacional do Fanzines
- Aniversário da cidade de Tupã, no estado de São Paulo
- Aniversário da cidade de Rubiataba, no estado de Goiás
- Aniversário da cidade de Itumbiara, no estado de Goiás
- Aniversário da cidade de Gama, no Distrito Federal
- Aniversário da cidade de Seropédica, no estado do Rio de Janeiro
- Aniversário da cidade de Águas Lindas de Goiás, no estado de Goiás
- Data de Fundação do Coritiba Foot Ball Club

### Cristianismo
- Carlo Acutis
- Eduíno da Nortúmbria
- Maria Teresa Fasce
- Nossa Senhora da Conceição Aparecida
- Virgem do Pilar

## Outros calendários
- No calendário romano era o 4.º dia (IV) antes dos idos de outubro.
- No calendário litúrgico tem a letra dominical E para o dia da semana.
- No calendário gregoriano a epacta do dia é xi.